# 2009 JZ18
2009 JX18, também escrito como 2009 JZ18, é um corpo celeste que é classificado como um centauro, numa classificação estendida de centauros. Ele possui uma magnitude absoluta de 7,8 e tem um diâmetro estimado de cerca de 121 km.

## Descoberta
2009 JZ18 foi descoberto no dia 14 de maio de 2009.

## Órbita
A órbita de 2009 JZ18 tem uma excentricidade de 0,518 e possui um semieixo maior de 49,051 UA. O seu periélio leva o mesmo a uma distância de 23,658 UA em relação ao Sol e seu afélio a 74,444 UA.